# Phesates ferrugatus
Phesates ferrugatus là một loài bọ cánh cứng trong họ Cerambycidae.